# Поверх

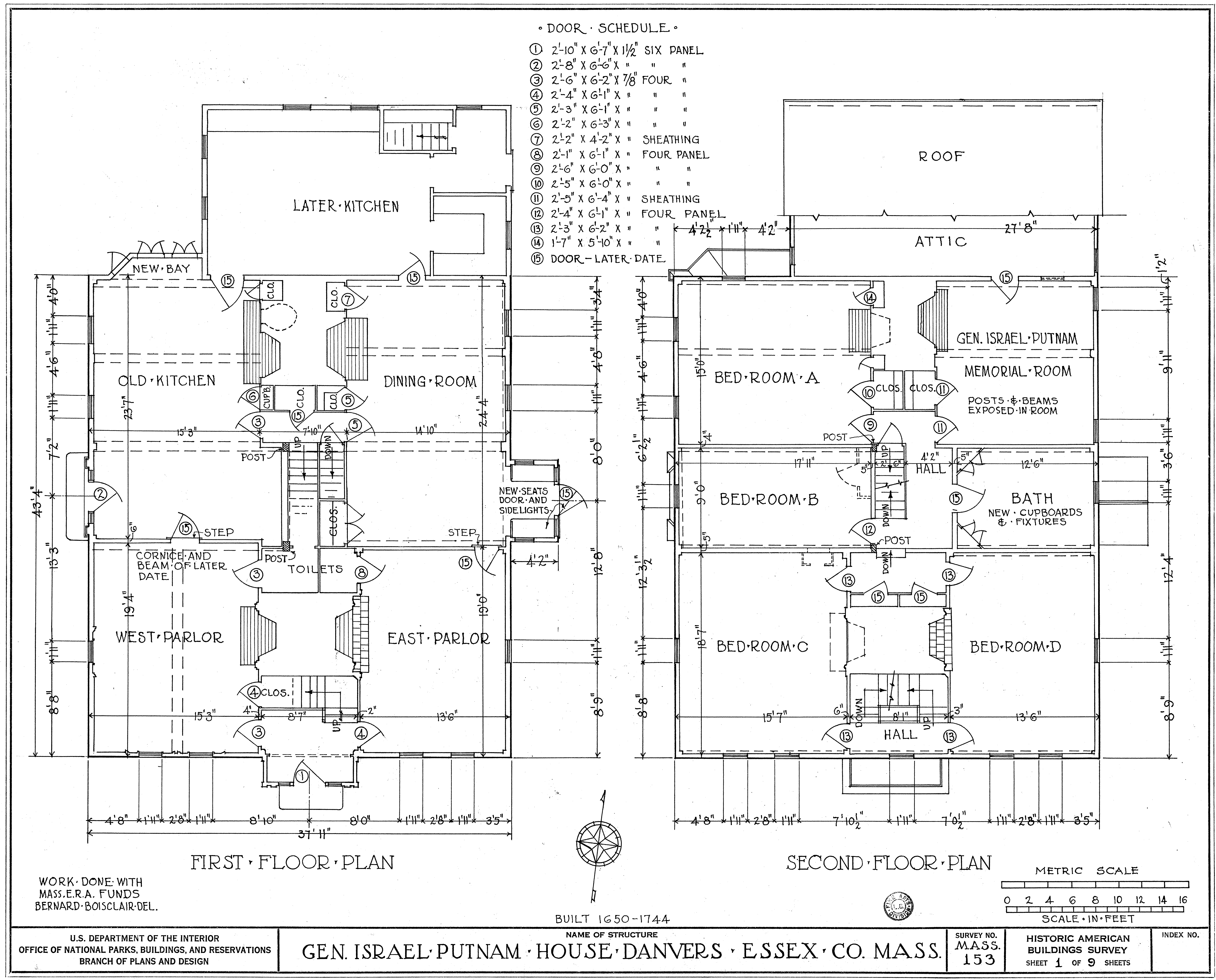
Поверховий план

По́верх, заст. оса́да — частина будинку між двома перекриттями, що включає ряд приміщень, розташованих на одному рівні.

## Класифікація
- Поверх цо́кольний — поверх з позначкою підлоги приміщень нижче планувальної позначки землі на висоту не більше половини висоти приміщень, що в ньому розташовані.
- По́верх підва́льний — поверх з позначкою підлоги приміщень нижче планувальної позначки землі більше ніж на половину висоти приміщень.
- По́верх підзе́мний — поверх, позначка підлоги якого знаходиться нижче рівня планувальної позначки землі.
- По́верх надзе́мний — поверх з позначкою підлоги приміщень не нижче планувальної позначки землі.
- По́верх техні́чний — поверх для розміщення інженерного обладнання і прокладання комунікацій; може бути розташований у нижній (технічне підпілля), верхній (технічне горище) або середній частині будинку.
- По́верх манса́рдний (мансарда) — поверх у горищному просторі, фасад якого повністю або частково створений поверхнею (поверхнями) нахиленого чи ламаного даху.